# Yardena Arazi
Yardena Arazi (en hebreu: ירדנה ארזי‎, hebreu: ירדנה ארזי‎; nascuda el 25 de setembre de 1951) és una cantant i presentadora israeliana.

## Biografia
Yardena Arazi va néixer al kibutz Kabri i va créixer en Haifa. És filla d'immigrants jueus de França i Alemanya. Es va unir al grup Beit Rothschild als 16 i es va convertir en la cantant principal. Va realitzar el servei militar en la tropa d'entreteniment Nahal. Arazi està casada amb l'enginyer Natan Tomer, amb el qual té una filla.

## Carrera musical i televisiva
En els anys 70, era membre del trio vocal femení Chocolate Menta Mastik al costat de Lea Lupatin i Ruti Holtzman. El grup va representar a Israel en el Festival de la Cançó d'Eurovisió 1976 amb la cançó Emor Shalom ("Digues hola"), obtenint el sisè lloc. Tres anys més tard, la Israel Broadcasting Authority (IBA) va demanar a Arazi co-presentar el Festival de la Cançó d'Eurovisió 1979 a Jerusalem. La seva connexió amb el festival va continuar en cantar en les pre-seleccions israelianes de 1982, 1983 i 1985. En 1987 co-va presentar la final nacional i en 1988 va ser seleccionada per l'IBA per defensar la cançó israeliana. Arazi va ser a Dublín amb la cançó Ben Adam ("Ésser humà"), que va aconseguir el setè lloc. Arazi co-va presentar Cafe Telad, un programa magazine matutí de Channel Two, de 1997 a 2005.